# Dirección General de Evaluación y Cooperación Territorial
La Dirección General de Evaluación y Cooperación Territorial (DGECT) de España es el órgano directivo del Ministerio de Educación, Formación Profesional y Deportes, adscrito a la Secretaría de Estado de Educación, responsable de la ordenación de las enseñanzas atribuidas a la Secretaría de Estado; de las relaciones con las comunidades autónomas y corporaciones locales en el ámbito educativo; la programación y gestión de la enseñanza en Ceuta y Melilla; y del fomento de investigaciones, innovaciones, estudios e informes sobre educación.

## Historia
Este órgano directivo se crea a finales de 1981 bajo la denominación de Oficina de Coordinación y de la Alta Inspección, un órgano con rango de dirección general que asumía las competencias sobre la coordinación con los organismos territoriales educativos y la alta inspección del sistema educativo.
Esta dirección general cambió su denominación en 1983 a Dirección General de Coordinación y de la Alta Inspección, con las mismas funciones y una estructura similar, pues en esta época empezaban a formarse las comunidades autónomas y era éstas las autoridades regionales educativas con las que debía relacionarse. En 1988, con la creación de la Secretaría de Estado de Educación, sus funciones se adscriben a ésta, pasando a depender de ella.
En el año 2000 es renombrada Dirección General de Cooperación Territorial y Alta Inspección y se mantendrá así hasta la segunda legislatura de José Luis Rodríguez Zapatero, que la renombra en 2008 Dirección General de Evaluación y Cooperación Territorial asumiendo también las funciones de la Dirección Generales de Evaluación y Ordenación del Sistema Educativo, lo que provoca que su estructura prácticamente se duplique al tener cuatro subdirecciones generales y un Instituto de Evaluación.
Entre 2012 y 2020, mantuvo intacta la estructura establecida durante el primer gobierno de Mariano Rajoy. Esta consistía en tres subdirecciones generales: de Ordenación Académica, de Cooperación Territorial y de Inspección, así como un centro nacional de Innovación e Investigación Educativa y dos institutos nacionales, uno para la evaluación educativa y otro para las tecnologías educativas y formación del profesorado.
En 2020, durante el segundo mandato de Pedro Sánchez, y con la ministra Celaá al frente, la subdirección general de Inspección se integró en la Dirección General de Planificación y Gestión Educativa, y de igual forma lo hicieron ciertas competencias de la Subdirección General de Ordenación Académica relativas a los centros educativos y las competencias educativas sobre Ceuta y Melilla. Por otra parte, se suprimió el Centro Nacional de Innovación e Investigación Educativa, cuyas funciones se integraron en las otras dos subdirecciones vigentes, destacando la Subdirección General de Cooperación Territorial, que añadió a su denominación «e Innovación Educativa».

## Estructura
La Dirección General de Evaluación y Cooperación Territorial tiene bajo su dependencia los siguientes órganos:
- La Subdirección General de Ordenación Académica, a la que corresponde la ordenación académica básica de las enseñanzas atribuidas a la Secretaría de Estado y la promoción de las normas relativas a los sistemas de acceso y procedimientos de admisión a la Universidad, en coordinación con el Ministerio de Ciencia, Innovación y Universidades; el establecimiento de las directrices para la expedición de títulos oficiales españoles del ámbito de competencias de la Secretaría de Estado y la gestión del Registro Central de Títulos no universitarios y del Registro de Títulos académicos y profesionales no universitarios; la aprobación de las equivalencias de escalas de calificaciones de títulos y estudios extranjeros, en el ámbito de sus competencias, y la homologación y convalidación de estos; la coordinación de actuaciones relativas a las enseñanzas de lenguas extranjeras y a los programas de enseñanzas de idiomas y bilingües, así como la innovación de la enseñanza de las lenguas.
- La Subdirección General de Cooperación Territorial e Innovación Educativa, a la que corresponde las relaciones de coordinación, colaboración y cooperación con las comunidades autónomas, corporaciones locales y otras administraciones públicas, en el ámbito educativo no universitario, con excepción de la formación profesional; la elaboración y promoción de estudios e informes sobre investigación, experimentación, innovación y buenas prácticas en educación y la publicación de estudios y materiales sobre educación; y la promoción de actuaciones que favorezcan los estilos de vida saludables y sostenibles, la convivencia en el centro, la igualdad efectiva de mujeres y hombres, el respeto a la diversidad afectivo-sexual, la no discriminación, la prevención del acoso escolar y de la violencia de género y la resolución pacífica de conflictos.
- El Instituto Nacional de Evaluación Educativa, a la que corresponde la coordinación de las políticas de evaluación general del sistema educativo y la realización, en colaboración con los organismos correspondientes de las administraciones educativas, de las evaluaciones que atribuya al Ministerio de Educación, Formación Profesional y Deportes la normativa vigente; la coordinación de la participación de España en las evaluaciones internacionales y la participación en la elaboración de los indicadores internacionales de la educación no universitaria, sin perjuicio de las competencias de la Subsecretaría en materia estadística; el seguimiento y participación en las actuaciones de la Unión Europea y resto de organismos internacionales, así como en los programas de cooperación internacional, desarrolladas en el ámbito competencial de la Dirección General; la elaboración del Sistema Estatal de Indicadores de la Educación, en colaboración con la SGFP en las enseñanzas atribuidas a ella, y la realización de investigaciones y estudios de evaluación del sistema educativo, así como la difusión de la información y el conocimiento que ofrezcan ambas actuaciones y las evaluaciones nacionales e internacionales; y la gestión de las redes sobre de información y documentación sobre sistemas educativos (EURYDICE-España, REDIIE y otras).
- El Instituto Nacional de Tecnologías Educativas y de Formación del Profesorado, a la que corresponde la elaboración, promoción y difusión de materiales curriculares y otros documentos de apoyo al profesorado, así como el diseño de modelos para la formación del personal docente y el diseño y la realización de programas específicos, destinados a la actualización científica y didáctica del profesorado, sin perjuicio de las competencias atribuidas a la SGFP; la elaboración y difusión de materiales en soporte digital y audiovisual de todas las áreas de conocimiento, con el fin de que las tecnologías de la información y la comunicación sean un instrumento ordinario de trabajo en el aula para el profesorado de las distintas etapas educativas, sin perjuicio de las competencias atribuidas a la SGFP; la realización, en colaboración con las comunidades autónomas, de programas de formación del profesorado específicos para el desarrollo de la competencia digital mediante la aplicación de las tecnologías de la información y la comunicación en el ámbito de la educación no universitaria, sin perjuicio de las competencias atribuidas a la SGFP; y el desarrollo y mantenimiento evolutivo de aplicaciones, plataformas y portales para el ámbito educativo, así como la creación de redes sociales y comunidades de práctica docente para facilitar el intercambio de experiencias y recursos entre el profesorado.

## Presupuesto
La Dirección General de Evaluación y Cooperación Territorial tiene un presupuesto asignado de 639 427 260 € para el año 2023. De acuerdo con los Presupuestos Generales del Estado para 2023, la DGECT participa en siete programas:
| Nº Programa                                  | Programa                                                                    | Dotación      | Ref.   |
| -------------------------------------------- | --------------------------------------------------------------------------- | ------------- | ------ |
| 321M                                         | Dirección y Servicios Generales de Educación y Formación Profesional        | 3 524 370 €   | [ 12 ] |
| 321N                                         | Formación permanente del profesorado de Educación                           | 1 847 440 €   | [ 13 ] |
| 322B                                         | Educación Secundaria, Formación Profesional y Escuelas Oficiales de Idiomas | 210 868 680 € | [ 14 ] |
| 322E                                         | Enseñanzas artísticas                                                       | 2 080 €       | [ 15 ] |
| 322G                                         | Educación compensatoria                                                     | 576 520 €     | [ 16 ] |
| 322L                                         | Inversiones en centros educativos y otras actividades educativas            | 363 958 560 € | [ 17 ] |
| 323M                                         | Becas y ayudas a estudiantes                                                | 58 649 610 €  | [ 18 ] |
| Total presupuesto de la Secretaría de Estado | Total presupuesto de la Secretaría de Estado                                | 639 427 260 € |        |

## Directores generales
- Rogelio Medina Rubio (1981-1982)
- Manuel de Puelles Benítez (1982-1985)
- Joan Romero González (1985-1986)
- José María Bas Adam (1986-1988)
- Jordi Menéndez Pablo (1988-1993)
- Francisco Ramos Fernández-Torrecilla (1993-1996)
- Teófilo González Vila (1996-1998)
- Roberto Mur Montero (1998-1999)
- María Ángeles González García (1999-2000)
- Juan Ángel España Talón (2000-2004)
- María Antonia Ozcariz Rubio (2004-2008)
- Rosa Peñalver Pérez (2008-2012)
- Xavier Gisbert da Cruz (enero-mayo de 2012)
- Alfonso González Hermoso de Mendoza (2012-2014)
- José Ignacio Sánchez Pérez (2014-2015)
- José Luis Blanco López (2015-2017)
- Marco Aurelio Rando Rando (2017-2018)
- María de la Consolación Vélaz de Medrano Ureta (2018-2020)
- María Dolores López Sanz (2020-2022)
- Mónica Domínguez García (2022-presente)[19]